# Quartinia capensis
Quartinia capensis är en stekelart som först beskrevs av Kohl 1898.  Quartinia capensis ingår i släktet Quartinia och familjen Masaridae. Utöver nominatformen finns också underarten Q. c. scutellimacula.